# Direitos fetais
Direitos fetais é um termo utilizado em alguns países para se referir à legislação que concede direitos legais ao feto humano. O termo é utilizado também no debate sobre o aborto para argumentos de pró-vidas para defender que o feto deve ter os mesmos direitos de qualquer outra pessoa já nascida.

## Legislação e direitos fetais
Algumas leis visam reconhecer ou não o feto como um cidadão. Algumas dessas reconhecem os direitos fetais em situações específicas. Ele pode ser considerado vítima de um crime, feticídio, ser beneficiário de um seguro ou assistência social ou ainda o herdeiro de bens e propriedades.
- A Convenção Americana sobre Direitos Humanos é um tratado assinado por 24 países da América Latina em no ano de 1969. Essa convenção estabelece que, a partir da concepção, o feto tem direitos humanos. Entrou em vigor em 1978. Entre esses países está o Brasil.[1]
- Unborn Victims of Violence Act é uma das leis em vigor nos Estados Unidos introduzida em congresso em 1999, que define como violenta qualquer agressão proferida contra mulheres grávidas e como sendo um crime com duas vítimas: a mulher e o feto.[2] Essa lei foi assinada em 2004 após o assassinato de Laci Peterson e do feto que ela carregava.
- Em 2002, o então presidente dos Estados Unidos, George W. Bush, anunciou um plano para assegurar cuidados médicos a fetos sob o State Children's Health Insurance Program.
- O Irã mantém a punição com uma multa para a quem assassina um feto, que depende do seu estágio de desenvolvimento fetal.